# Забочево
Забочево (словен. Zabočevo) — поселення в общині Боровниця, Осреднєсловенський регіон, Словенія. Висота над рівнем моря: 358,6 м.